# Эш, Оранд
Оранд Эш (англ. Orande Ash; 16 февраля 1976) — футболист, выступавший за сборную Сент-Винсента и Гренадин. Участник Золотого кубка КОНКАКАФ 1996.

## Карьера в сборной
В 1996 году Эш вошёл в состав сборной Сент-Винсента и Гренадин на Золотой кубок КОНКАКАФ 1996. На турнире он принял участие в обоих матчах группового этапа против сборной Мексики (0:5) и сборной Гватемалы (0:3) и занял с командой последнее место в группе. В 2000 году Эш сыграл в трёх из шести матчей в рамках второго этапа отборочного турнира чемпионата мира 2002, по итогам которого Сент-Винсент и Гренадины набрали 0 очков.